# 鄭之良
鄭之良，字直夫，湖廣黃岡縣人。明朝政治人物。

## 生平
萬曆三十一年（1603年）癸卯科舉人，累官四川敘州府同知。時烏蒙安邦彥作亂，四川西南多城陷落，督撫朱燮元屬之良監軍，他趁敵軍祝壽之日，提兵直入，擒賊將四十餘員，殺傷無算。獻俘京師，遷鎮遠府知府，又征苗族有功，晉副使，歸里。